# José María Blanco White
Pour les articles homonymes, voir Blanco et White.
Pour l'auteur-compositeur-interprète britannique, voir Blanco White.
José María Blanco White, né José María Blanco y Crespo, est un éditorialiste et penseur espagnol, né le 11 juillet 1775 à Séville et décédé le 20 mai 1841 à Liverpool.
Il est considéré comme l'un des plus importants auteurs de son temps, notamment par Juan Goytisolo. Son exil à Londres, peu après le déclenchement de la Guerre d'indépendance espagnole à la suite de l'incarcération du successeur du trône, Ferdinand VII, et immédiatement après le scandale de la convocation des Cortes Generales, lui donna l'opportunité de développer son œuvre journalistique, le plus souvent au service des prémices indépendantistes de l'Amérique hispanique.